# Sholes (Nebraska)
Sholes je selo u američkoj saveznoj državi Nebraska. Prema popisu stanovništva iz 2010. u njemu je živjelo 21 stanovnika.